# حرب شاملة

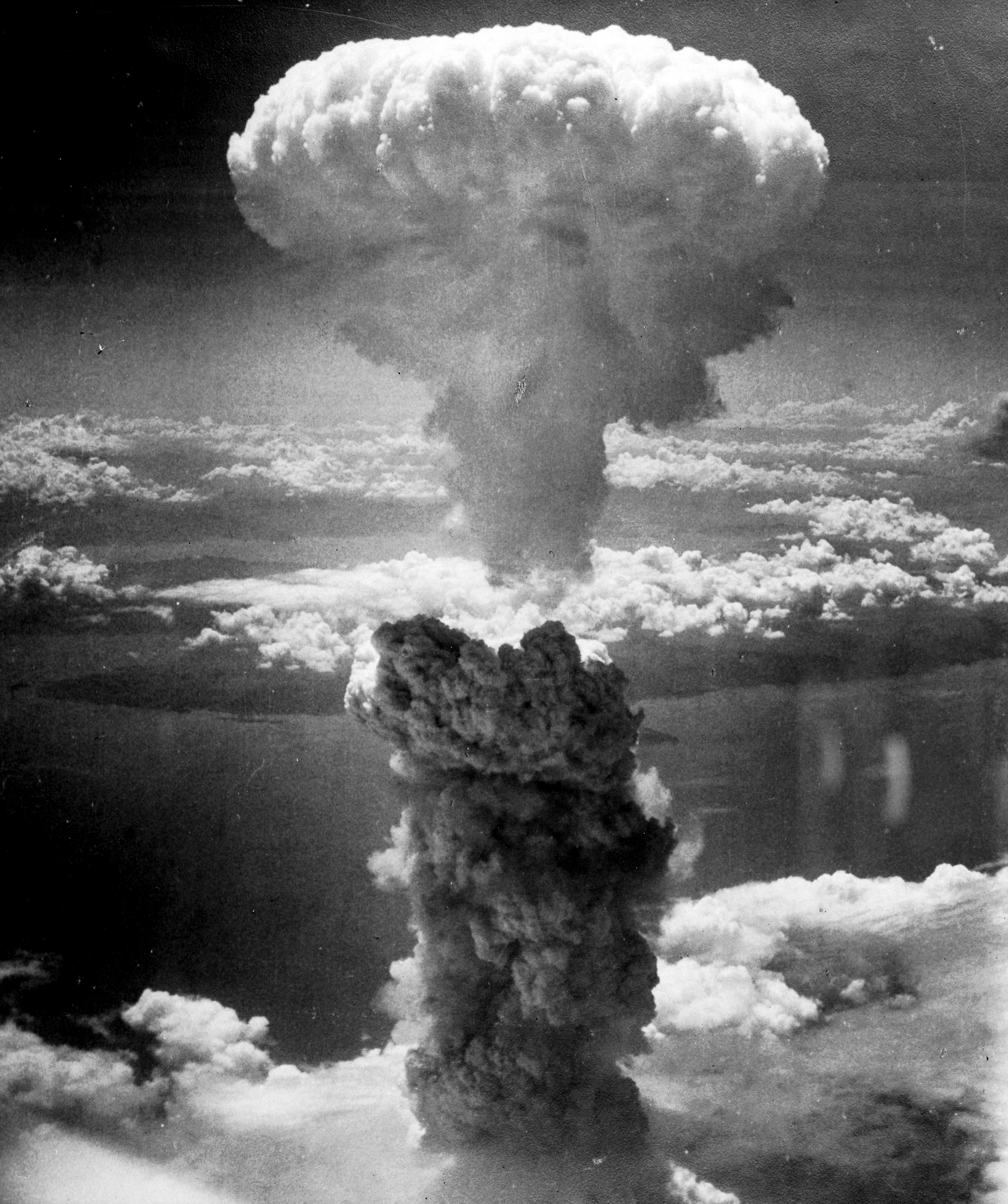
الانفجار النووي بناغاساكي

الحرب الشاملة هي الحرب التي يستعمل فيها أحد طرفي حرب أو كلاهما معظم الثروات المادية والبشرية المتوفرة للمجهود الحربي، إضافة إلى ذلك فاٍنه لا تتم في هذه الحرب التفرقة بين المحاربين والمدنيين نتيجة لذلك يدفع المدنيين العزل جزء لا يستهان به من ضريبة الدم بالإضافة إلى الجيوش المتحاربة. الآن تميل الحروب الحديثة لأن تأخذ شكل الحروب الشاملة، مقابل الحرب الشاملة هي الحرب المحدودة التي تكون أقل تأثيرا على الاقتصاد وأقل بكثير في عدد الضحايا المدنيين.
صنّف العلماء في منتصف القرن التاسع عشر الحرب الشاملة على أنها فئة منفصلة من الصراعات. في الحرب الشاملة، وهو أمر لا ينطبق على النزاعات الأقل شمولًا إلى حدٍ ما، لا يوجد اختلاف بين من هو مقاتل ومن هو أعزل، ويُعتبران هدفًا واحدًا في كثير من الأحيان، وذلك نظرًا لقدرة الأطراف المتصارعة على اعتبار جميع الموارد البشريّة، حتى غير المقاتلة منها، جزءًا من المجهود الحربي.

## الخلفيّة
يمكننا تتبّع اصطلاح «الحرب الشاملة» إلى إصدار مذكّرات الجنرال الألماني إريش لودندورف عن الحرب العالمية الأولى عام 1935 والتي حملت عنوان (الحرب الشاملة). إذ يُوسّع بعض المؤلفين هذا المفهوم وصولًا إلى عمل كارل فون كلاوزفيتز الكلاسيكي (بعنوان عن الحرب)، ويعتبرونها حربًا مُطلقةً، على الرغم من عدم استخدامه للمصطلح؛ فإن لدى البعض الآخر تفسيرات مختلفة لكلاوزفيتز. يصف مصطلح الحرب الشاملة أيضًا «حرب العصابات الفرنسية» خلال فترة الحرب الفرنسية البروسية.
كتب الجنرال في الاتحاد هنري هاليك في رسالته التي وجهها إلى رئيس أركان الحرب الأهلية الأمريكية بتاريخ الرابع والعشرين من ديسمبر 1864: «لم يكن الاتحاد يُقاتل الجيوش المعادية فحسب، بل الشعب الخصم أيضًا، ويجب أن تجعل هذه الحرب كلًا من كبار السن والشباب، الأغنياء منهم والفقراء؛ يشعرون بضربة الحرب القاسية، جنبًا إلى جنب مع جيوشهم المنظّمة»، دفاعًا عن مسيرة شيرمان نحو البحر، تلك الحملة التي أسفرت عن تدمير هائل للبنى التحتيّة في جورجيا.
حدّث الجنرال في القوات الجوية الأمريكية كورتيس لي ماي مفهوم عصر الذرّة. إذ اقترح أولًا في عام 1949 أن الحرب الشاملة في عصر الذرّة ستتضمن إلقاء كامل الترسانة النووية بضربة ساحقة واحدة، قد تصل إلى «قتل أمّة».

## التاريخ

### العصور الوسطى
كان الدمار الذي لحق بإمبراطورية المغول خلال العصور الوسطى في القرن الثالث عشر، مثالًا فعّالًا على الحرب الشاملة. حيث قامت جيوش جنكيز خان بذبح كل السكّان وتدمير أي مدينة قاومتهم:
مارس المغول، باعتبارهم أمةً معتديةً بشكل لا يقل عن النازيين الجدد، حربًا شاملة ضد من اعتبرتهم دولًا معادية، وذلك عبر تنظيم كل الموارد المتاحة، بما في ذلك الأفراد العسكريون، والقوى العاملة من غير المُقاتلين، والمخابرات الحربية، وقطاعات النقل، والمال، والذخيرة.

### القرن الثامن عشر والقرن التاسع عشر

#### أمريكا الشمالية
يُعتبر مفهوم الحرب الشاملة من المفاهيم المحجوزة بشكل عام لوصف الصراعات بين الدول الصناعية الحديثة، لكن قد ينطبق هذا المصطلح على الصراع الدائر بين شعوب «باوني»، و«سو» و«شايان» في أمريكا الشمالية، إذ لم يقتصر العنف في هذا الصراع على المقاتلين فحسب؛ بل كان موجّهًا ضد جميع السكّان.
تُعتبر حملة سوليفان العسكرية في عام 1779، واحدةً من أوائل الأمثلة الحديثة على الحرب الشاملة. بينما قام كل من الهنود وقوات المحافظين بقتل المواشي، وإحراق المباني في المناطق النائية (حيث كان الدمار واضحًا بشدّة)؛ نصح الرئيس الأمريكي جورج واشنطن سوليفان أن يسعى نحو (تدمير وتخريب شامل لمستوطناتهم، واحتجاز أكبر عدد ممكن من السجناء من كافة الأعمار والأجناس). وبذلك كانت نتيجة حملة سوليفان العسكرية تدمير أربعة عشرة بلدةٍ، وأكثر محاصيل الذرة ازدهارًا في نيويورك. لكنهم على الرغم من اتساع رقعة هذا الدمار؛ فشلوا في طرد الهنود من تلك الأرض.
اعتُبر تجريد جنرال قوات الاتحاد، فيليب شيريدان، من وادي شيناندو، خلال الحرب الأهلية الأمريكية، والذي بدأ في 21 سبتمبر عام 1864، واستمر لمدة أسبوعين، «حربًا شاملة». كان الهدف منه إلغاء الطعام والإمدادات الحيوية من العمليات العسكرية في الجنوب، إضافة إلى توجيه ضربة لمعنويات المدنيين الجنوبيين. استغل شريدان الفرصة عندما أدرك أن القوى المعارضة أصبحت أضعف بكثير من أن تقاوم جيشه.
دمّر «مسير الجنرال في جيش الاتحاد، ويليام شيرمان، إلى البحر» في شهر نوفمبر وديسمبر عام 1864 الموارد التي يحتاجها الجنوب لشن الحرب. عارض الجنرال يوليسيس إس. غرانت والرئيس إبراهام لينكولن في البداية الخطة، حتى أقنعهم شيرمان بضرورتها.
من بين الباحثين الذين كانوا يعارضون فكرة استخدام شيرمان لمصطلح «الحرب الشاملة»، هو نوا أندريه ترودو، الذي كان يعتقد أن أهداف شيرمان وأساليبه لا تتوافق مع تعريف الحرب الشاملة، ويقترح أن ذلك قد يكون «إساءة قراءة لنوايا شيرمان، وإساءة فهم لنتائج ما حدث».

## أمثلة لحروب شاملة
- الحرب العالمية الأولى
- الحرب العالمية الثانية